# Frauen-Bundesliga 2009-2010
La Frauen-Bundesliga 2009-2010 è stata la 20ª edizione della massima divisione del campionato tedesco femminile di calcio. Il campionato è iniziato il 20 settembre 2009 e si è concluso il 9 maggio 2010. Il Turbine Potsdam ha vinto il campionato per la quarta volta nella sua storia, la seconda consecutiva. Capocannoniere del torneo è stata Inka Grings, calciatrice del 2001 Duisburg, con 28 reti realizzate.

## Stagione

### Novità
Dalla Frauen-Bundesliga 2008-2009 sono stati retrocessi in 2. Frauen-Bundesliga l'Herforder e il Crailsheim, mentre dalla 2. Frauen-Bundesliga sono stati promossi il Tennis Borussia Berlino e il Saarbrücken.

### Formula
Le 12 squadre si affrontano in un girone all'italiana con partite di andata e ritorno, per un totale di 22 giornate. La squadra prima classificata è dichiarata campione di Germania, mentre le ultime due classificate vengono retrocesse in 2. Frauen-Bundesliga. Le prime due classificate sono ammesse alla UEFA Women's Champions League 2010-2011.

## Squadre partecipanti
| Club                | Città                  | Stadio                     | Stagione 2008-2009                    |
| ------------------- | ---------------------- | -------------------------- | ------------------------------------- |
| 1. FFC Francoforte  | Francoforte sul Meno   | Stadion am Brentanobad     | 4º posto in Frauen-Bundesliga         |
| 2001 Duisburg       | Duisburg               | PCC-Stadion                | 3º posto in Frauen-Bundesliga         |
| Amburgo             | Amburgo                | Wolfgang-Meyer-Sportanlage | 6º posto in Frauen-Bundesliga         |
| Bad Neuenahr        | Bad Neuenahr-Ahrweiler | Apollinarisstadion         | 10º posto in Frauen-Bundesliga        |
| Bayern Monaco       | Monaco di Baviera      | Sportpark Aschheim         | 2º posto in Frauen-Bundesliga         |
| Friburgo            | Friburgo in Brisgovia  | Möslestadion               | 7º posto in Frauen-Bundesliga         |
| Jena                | Jena                   | Sportzentrum Oberaue       | 9º posto in Frauen-Bundesliga         |
| Saarbrücken         | Saarbrücken            | Stadion Kieselhumes        | 1º posto in 2. Frauen-Bundesliga Sud  |
| SG Essen-Schönebeck | Essen                  | Sportpark am Hallo         | 5º posto in Frauen-Bundesliga         |
| TeBe Berlino        | Berlino                | Mommsenstadion             | 1º posto in 2. Frauen-Bundesliga Nord |
| Turbine Potsdam     | Potsdam                | Karl-Liebknecht-Stadion    | Campione di Germania                  |
| Wolfsburg           | Wolfsburg              | VfL-Stadion am Elsterweg   | 8º posto in Frauen-Bundesliga         |

## Classifica finale
Fonte: sito ufficiale
|  | Pos. | Squadra             | Pt | G  | V  | N | P  | GF | GS | DR  |
|  | ---- | ------------------- | -- | -- | -- | - | -- | -- | -- | --- |
|  | 1.   | Turbine Potsdam     | 59 | 22 | 19 | 2 | 1  | 84 | 15 | +69 |
|  | 2.   | 2001 Duisburg       | 54 | 22 | 17 | 3 | 2  | 73 | 16 | +57 |
|  | 3.   | 1. FFC Francoforte  | 51 | 22 | 17 | 0 | 5  | 84 | 29 | +55 |
|  | 4.   | Bayern Monaco       | 39 | 22 | 12 | 3 | 7  | 42 | 35 | +7  |
|  | 5.   | Wolfsburg           | 37 | 22 | 11 | 4 | 7  | 45 | 30 | +15 |
|  | 6.   | Bad Neuenahr        | 32 | 22 | 10 | 2 | 10 | 36 | 36 | -1  |
|  | 7.   | Amburgo             | 28 | 22 | 8  | 4 | 10 | 31 | 51 | -20 |
|  | 8.   | Jena                | 21 | 22 | 6  | 3 | 13 | 31 | 60 | -29 |
|  | 9.   | Saarbrücken         | 19 | 22 | 5  | 4 | 13 | 30 | 54 | -24 |
|  | 10.  | SG Essen-Schönebeck | 16 | 22 | 3  | 7 | 12 | 25 | 58 | -33 |
|  | 11.  | Friburgo            | 13 | 22 | 4  | 1 | 17 | 14 | 53 | -39 |
|  | 12.  | TeBe Berlino        | 9  | 22 | 2  | 3 | 17 | 17 | 74 | -57 |

Legenda:
      Campione di Germania e ammessa alla UEFA Women's Champions League 2010-2011
      Ammessa alla UEFA Women's Champions League 2010-2011
      Retrocesse in 2. Frauen-Bundesliga
Note:
Tre punti a vittoria, uno a pareggio, zero a sconfitta.

## Risultati

### Tabellone
|                     | Fra  | Dui  | Amb  | Bad  | BaM  | Fri  | Jen  | Saa  | SGE  | TeB  | Tur  | Wol  |
| ------------------- | ---- | ---- | ---- | ---- | ---- | ---- | ---- | ---- | ---- | ---- | ---- | ---- |
| 1. FFC Francoforte  | –––– | 2-3  | 4-2  | 5-2  | 2-3  | 5-1  | 3-1  | 4-0  | 4-0  | 13-0 | 2-1  | 1-2  |
| 2001 Duisburg       | 0-2  | –––– | 4-0  | 4-1  | 7-0  | 5-0  | 3-0  | 1-1  | 2-0  | 4-1  | 2-2  | 4-0  |
| Amburgo             | 0-4  | 1-4  | –––– | 2-1  | 1-4  | 0-1  | 1-3  | 1-0  | 2-0  | 1-0  | 1-5  | 2-2  |
| Bad Neuenahr        | 1-5  | 1-3  | 0-0  | –––– | 3-0  | 3-0  | 6-2  | 2-1  | 1-2  | 2-1  | 0-4  | 1-0  |
| Bayern Monaco       | 2-1  | 1-2  | 1-2  | 0-1  | –––– | 2-1  | 1-0  | 6-2  | 3-0  | 5-0  | 3-3  | 2-1  |
| Friburgo            | 0-2  | 0-3  | 0-2  | 4-1  | 0-3  | –––– | 0-1  | 1-0  | 1-1  | 2-0  | 0-4  | 1-3  |
| Jena                | 0-3  | 0-6  | 2-2  | 0-3  | 1-2  | 2-0  | –––– | 3-1  | 2-2  | 4-0  | 1-4  | 1-6  |
| Saarbrücken         | 1-4  | 0-6  | 2-4  | 0-4  | 0-0  | 5-0  | 5-2  | –––– | 3-1  | 3-1  | 0-3  | 0-2  |
| SG Essen-Schönebeck | 3-8  | 1-1  | 2-3  | 0-0  | 0-2  | 3-2  | 3-3  | 0-1  | –––– | 2-2  | 1-5  | 2-2  |
| TeBe Berlino        | 1-6  | 0-2  | 3-1  | 0-2  | 2-2  | 2-0  | 0-3  | 2-2  | 1-2  | –––– | 0-6  | 0-3  |
| Turbine Potsdam     | 4-1  | 2-1  | 6-0  | 1-0  | 2-0  | 5-0  | 7-0  | 2-0  | 7-0  | 3-1  | –––– | 2-0  |
| Wolfsburg           | 2-3  | 1-3  | 3-3  | 2-0  | 4-0  | 1-0  | 2-0  | 2-2  | 3-0  | 3-0  | 1-3  | –––– |

## Statistiche

### Classifica marcatrici
Fonte: sito ufficiale
| Gol | Rigori |  | Giocatore              | Squadra            |
| --- | ------ |  | ---------------------- | ------------------ |
| 28  | 4      |  | Inka Grings            | 2001 Duisburg      |
| 19  |        |  | Kerstin Garefrekes     | 1. FFC Francoforte |
| 17  |        |  | Anja Mittag            | Turbine Potsdam    |
| 16  |        |  | Fatmire Bajramaj       | Turbine Potsdam    |
| 15  |        |  | Célia Okoyino da Mbabi | Bad Neuenahr       |
| 15  |        |  | Conny Pohlers          | 1. FFC Francoforte |
| 14  |        |  | Genoveva Añonma        | Jena               |
| 14  |        |  | Martina Müller         | Wolfsburg          |
| 12  | 3      |  | Birgit Prinz           | 1. FFC Francoforte |
| 11  |        |  | Nadine Keßler          | Turbine Potsdam    |
| 11  |        |  | Petra Wimbersky        | 1. FFC Francoforte |